# Černíny
Černíny (en allemand : Tschernin) est une commune du district de Kutná Hora, dans la région de Bohême-Centrale, en République tchèque. Sa population s'élevait à 386 habitants en 2020.

## Géographie
Černíny se trouve à 14 km au nord-est de Zruč nad Sázavou, à 14 km au sud-sud-ouest de Kutná Hora et à 62 km à l'est-sud-est de Prague.
La commune se compose de deux sections séparées par Štipoklasy. La section principale est limitée par Malešov au nord, par Úmonín et Opatovice I à l'est, par Štipoklasy et Zbraslavice au sud, et par Chlístovice à l'ouest.
La section correspondant au quartier de Zdeslavice u Černín est limitée par Opatovice I au nord, par Červené Janovice à l'est, par Bludov au sud-est, par Bohdaneč au sud, et par Zbraslavice et Štipoklasy à l'ouest.

## Histoire
La première mention écrite de la localité date de 1327.

## Administration
La commune se compose de six quartiers :
- Černíny
- Bahno
- Hetlín
- Krasoňovice
- Předbořice
- Zdeslavice